# 墨江 (浈江)
墨江，位于中国广东省韶关市始兴县境内，是北江上游浈江段的左岸支流，主源清化江，发源于始兴县南部隘子镇棉地坑顶，蜿蜒北流，经隘子镇、司前镇、深渡水瑶族乡，于城南镇东一村以北，右纳罗坝水后始称“墨江”。之后西北流经始兴县城太平镇、沈所镇，于江口村（原江口镇）以西汇入浈江。河长89千米，河床平均比降2.38‰，天然落差633米，流域面积1367平方千米。年均径流量12.41亿立方米。墨江中上游多小盆地，下游为冲积平原，是始兴县主要农业区。